# Military Commissions Act de 2006
 (mai 2014).
Lire en ligne

Sur le site du gouvernement : texte de la loi

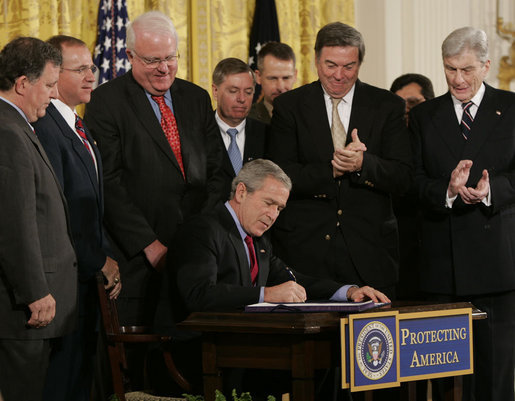
le président George W. Bush signant le "Military Comission Act" le 17 octobre 2006 dans la Maison Blanche

Le Military Commissions Act de 2006 est une loi fédérale des États-Unis promulguée par le président George W. Bush le 17 octobre 2006. C'est en partie une réponse du Congrès vis-à-vis de la décision de la Cour suprême, dans Hamdan v. Rumsfeld, qui interdisait au président le droit de décréter par lui-même la légalité des commissions militaires de Guantanamo (d'où le nom de la loi), juridictions d'exception utilisées dans le cadre de la dite « guerre contre le terrorisme ».

## Contenu de la loi
Le 17 octobre 2006, George W. Bush signa et promulgua le Military Commission Act, controversée mais votée par le Congrès américain au mois de septembre, autorisant les méthodes dures d'interrogatoire contre les suspects de terrorisme, les centres de détention clandestins à l'étranger et le jugement des détenus de Guantanamo par des tribunaux militaires, afin de protéger notamment le programme d'interrogatoires de la CIA. La torture et les traitements cruels et dégradants lors des interrogatoires sont néanmoins formellement interdits, laissant cependant au président le soin de préciser les méthodes d'interrogatoire qui seraient utilisées en application des Conventions de Genève.
Cette loi créait notamment des tribunaux militaires spéciaux, en vue de juger certains des détenus de Guantánamo et ceux capturés dans le cadre de la « guerre contre le terrorisme ». Elle élargit également la définition de « combattant illégal » aux individus qui ont « soutenu volontairement et matériellement des terroristes engagés dans une action hostile contre les États-Unis ».

## Critiques
Cette loi fut vivement critiquée par Amnesty International et l'American Civil Liberties Union (ACLU) pour qui, selon son directeur, Anthony Romero, elle était « l'une des pires atteintes aux libertés individuelles jamais promulguées dans l'histoire américaine », le président pouvant avec l'accord du Congrès, « détenir indéfiniment des gens sans inculpation, retirer les protections contre d'horribles abus, juger des gens sur des on-dit, autoriser des procès qui peuvent condamner à mort des gens en s'appuyant sur des témoignages littéralement extraits par la force de témoins, fermer la porte aux plaintes reposant sur l’habeas corpus ».
Khalid Cheikh Mohammed, considéré comme le cerveau des attentats du 11 septembre 2001, détenu à Guantanamo, pourrait être le premier de ces prisonniers à être jugé en fonction de cette nouvelle loi.